# Championnat d'échecs de Grande-Bretagne

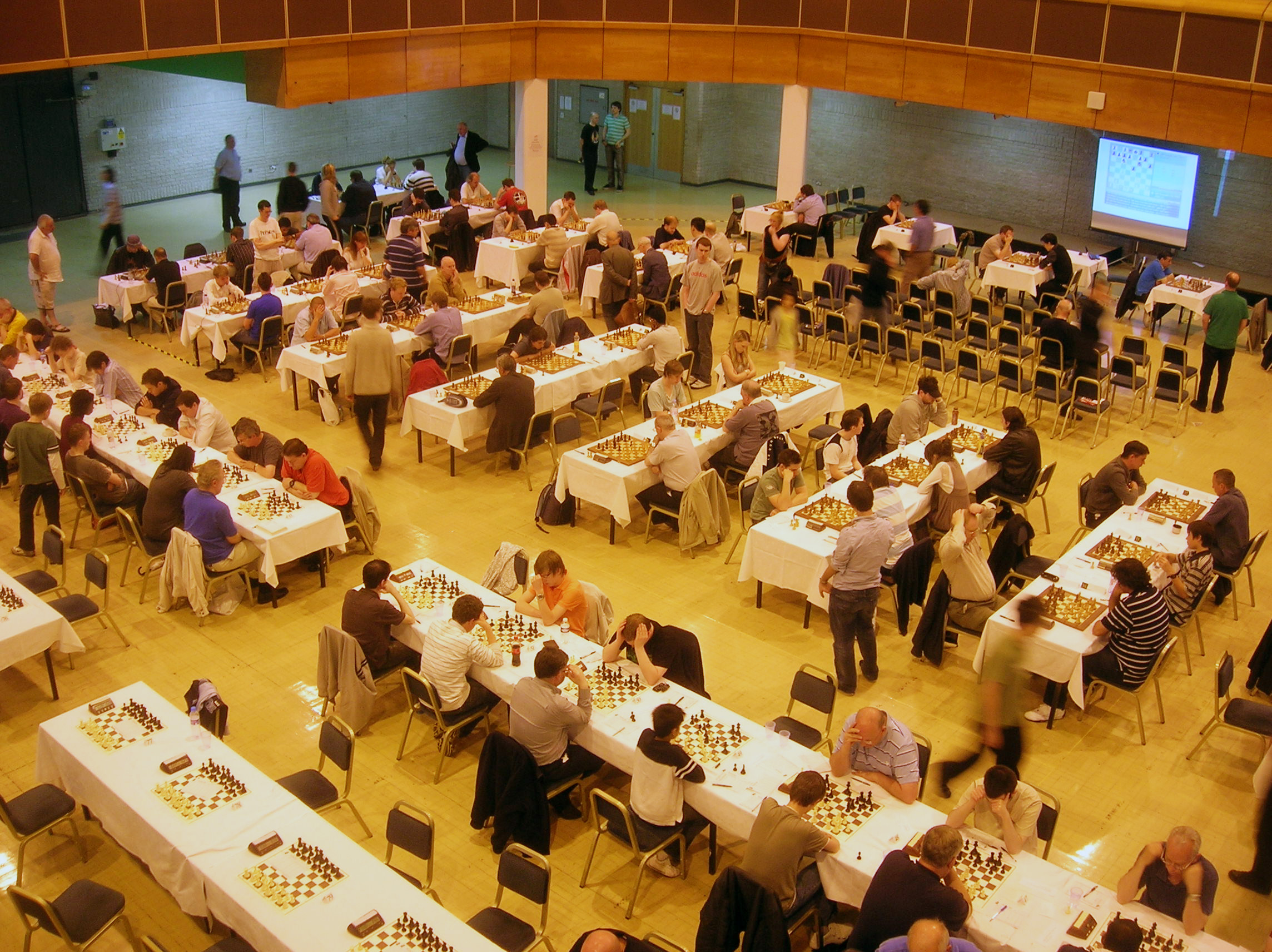
Le championnat d'échecs de Grande-Bretagne 2009 à Torquay.

Le championnat d'échecs de Grande-Bretagne  est organisé chaque année par la Fédération britannique des échecs (British Chess Federation) depuis 1904, puis par la Fédération anglaise des échecs depuis 2005.
Il n'a pas eu lieu pendant les deux guerres mondiales, ni en 1919, 1922, 1927, 1930, car les joueurs britanniques participaient à des tournois internationaux organisés par la fédération (les congrès d'Hastings 1919, de Londres 1922, de Portsmouth 1923 et Scarborough 1930 ; le tournoi de Londres 1927). En 1939, les joueurs britanniques se trouvaient à Buenos Aires pour disputer l'olympiade d'échecs de 1939.
Avant 1904, la fédération britannique organisait entre 1886 et 1902 un championnat amateur qui fut remporté à trois reprises par Henry Atkins, qui détient le record de victoires dans le championnat britannique (dix titres remportés entre 1905 et 1925) à égalité avec Jonathan Penrose (dix titres entre 1958 et 1969). Jusqu'en 2003, tous les citoyens d'un pays du Commonwealth étaient autorisés à participer, depuis 2004 le tournoi est réservé aux seuls britanniques et irlandais.

## Challenge Cupde laBritish Chess Association(1866-1872)
La Challenge Cup était disputée à Londres et le vainqueur portait  le titre de champion de la British Chess Association.
- 1866 : Cecil de Vere devant George MacDonnell
- 1868-1869 : Joseph Henry Blackburne après un match de départage contre Cecil de Vere,
- 1870 : John Wisker après un match de départage contre Amos Burn,
- 1872 : John Wisker après un match de départage contre Cecil de Vere.

## Championnat de laBritish Chess Federation(depuis 1904)

### Multiples vainqueurs
10 titres :
Jonathan Penrose (1958 à 1963 et 1966 à 1969)
9 titres :
- Henry Atkins (vainqueur de 1905 à 1911, puis en 1924 et 1925, Atkins finit également premier ex æquo du premier championnat en 1904, perdant le match de départage. Il remporta également le championnat amateur en 1895, 1897 et 1900.)
- Michael Adams (1989, 1997, 2010, 2011, 2016, 2018, 2019, 2023 et 2025)

6 titres :
- Frederick Yates (1913, 1914, 1921, 1926, 1928 et 1931)

4 titres
- Julian Hodgson (1991, 1992, 1999 et 2000)

3 titres :
- Mir Sultan Khan (1929, 1932 et 1933)
- Harry Golombek (1947, 1949 et 1955)
- Jonathan Mestel (1976, 1983 et 1988)
- Jonathan Speelman (1978, 1985 et 1986)
- Nigel Short (1984, 1987 et 1998)
- Jonathan Rowson (2004 à 2006)
- David Howell (2009, 2013 et 2014)

2 titres :
- George Alan Thomas (1923 et 1934)
- William Winter (1935 et 1936)
- C. H. O'D. Alexander (1938 et 1956)
- Reginald Broadbent (1948 et 1950)
- Robert Wade (1952 et 1970)
- William Hartston (1973 et 1975)
- George Boterill (1974 et 1977)
- Matthew Sadler (1995 et 1997)
- Jonathan Hawkins (2014 et 2015)
- Gawain Jones (2012 et 2017)

### 1904 à 1939
| Année                   | Ville                 | Champion             | Deuxième(s)                                                          |
| ----------------------- | --------------------- | -------------------- | -------------------------------------------------------------------- |
| 1904                    | Hastings              | William Napier       | Henry Atkins (ex æquo)                                               |
| 1905                    | Southport             | Henry Atkins         | Charles Sherard William Ward                                         |
| 1906                    | Shrewsbury            | Henry Atkins         | Reginald Michell                                                     |
| 1907                    | Londres               | Henry Atkins         | Joseph Blackburne Reginald Michell Edward Sergeant George Wainwright |
| 1908                    | Tunbridge Wells       | Henry Atkins         | William Ward                                                         |
| 1909                    | Scarborough           | Henry Atkins         | Joseph Blacke (ex æquo)                                              |
| 1910                    | Oxford                | Henry Atkins         | Joseph Blackburne Frederick Yates                                    |
| 1911                    | Glasgow               | Henry Atkins         | Frederick Yates (ex æquo)                                            |
| 1912                    | Richmond              | Richard Griffith     | Frederick Yates Harold Cole                                          |
| 1913                    | Cheltenham            | Frederick Yates      | J. Mahood                                                            |
| 1914                    | Chester               | Frederick Yates      | Joseph Blackburne (ex æquo)                                          |
| 1915-1919 : non disputé |                       |                      |                                                                      |
| 1920                    | Édimbourg             | Roland Scott         | George Thomas                                                        |
| 1921                    | Malvern               | Frederick Yates      | George Thomas                                                        |
| 1922                    | non disputé           |                      |                                                                      |
| 1923                    | Southsea (Portsmouth) | George Thomas        | Frederick Yates                                                      |
| 1924                    | Southport             | Henry Atkins         | Frederick Yates                                                      |
| 1925                    | Stratford-upon-Avon   | Henry Atkins         | Frederick Yates                                                      |
| 1926                    | Édimbourg             | Frederick Yates      | Reginald Michell                                                     |
| 1927                    | non disputé           |                      |                                                                      |
| 1928                    | Tenby                 | Frederick Yates      | Victor Buerger                                                       |
| 1929                    | Ramsgate              | Mir Sultan Khan      | Hubert Price Reginald Michell                                        |
| 1930 : non disputé      |                       |                      |                                                                      |
| 1931                    | Worcester             | Frederick Yates      | Mir Sultan Khan William Winter                                       |
| 1932                    | Londres               | Mir Sultan Khan      | C. H. O'D. Alexander                                                 |
| 1933                    | Hastings              | Mir Sultan Khan      | Theodore Tylor                                                       |
| 1934                    | Chester               | George Thomas        | William Fairhurst Reginald Michell                                   |
| 1935                    | Great Yarmouth        | William Winter       | George Thomas                                                        |
| 1936                    | Bournemouth           | William Winter       | Alfred Lenton William Ritson Morry                                   |
| 1937                    | Blackpool             | William Fairhurst    | George Thomas                                                        |
| 1938                    | Brighton              | C. H. O'D. Alexander | Harry Golombek Edward Sergeant                                       |
| 1939–1945 : non disputé |                       |                      |                                                                      |

### 1946 à 1980
| Année | Ville                                  | Champion(s)                                      | Deuxième(s) |
| ----- | -------------------------------------- | ------------------------------------------------ | --- |
| 1946  | Nottingham                             | Robert Combe                                     | Gabriel Wood |
| 1947  | Harrogate                              | Harry Golombek                                   | Reginald Broadbent (ex æquo) |
| 1948  | Londres                                | Reginald Broadbent                               | Harry Golombek Stuart Milner-Barry George Thomas Baruch Wood                                                                     |
| 1949  | Felixstowe                             | Harry Golombek                                   | Dennis Horne Stefan Fazekas |
| 1950  | Buxton                                 | Reginald Broadbent                               | Ernest Klein |
| 1951  | Swansea                                | Ernest Klein                                     | Reginald Broadbent |
| 1952  | Chester                                | Robert Wade                                      | Richard Bokall Peter Clarke Harold Israël Alan Phillips Leslie Stuard                                                            |
| 1953  | Hastings                               | Daniel Yanofsky                                  | Stuart Milner-Barry |
| 1954  | Nottingham                             | Leonard Barden Alan Phillips                     | (titre partagé) |
| 1955  | Aberystwyth                            | Harry Golombek                                   | Robert Wade |
| 1956  | Blackpool                              | C. H. O'D. Alexander                             | Frank Paar |
| 1957  | Plymouth                               | Stefan Fazekas                                   | Peter Clarke Jonathan Penrose Robert Wade                                                                                        |
| 1958  | Leamington                             | Jonathan Penrose (après départage)               | Leonard Barden (ex æquo) |
| 1959  | York                                   | Jonathan Penrose (après départage)               | Harry Golombek Michael Haygarth (ex æquo)                                                                                        |
| 1960  | Leicester                              | Jonathan Penrose                                 | C. H. O'D. Alexander Michael Haygarth                                                                                            |
| 1961  | Aberystwyth                            | Jonathan Penrose                                 | Peter Clarke Robert Wade |
| 1962  | Whitby                                 | Jonathan Penrose                                 | Peter Clarke |
| 1963  | Bath                                   | Jonathan Penrose                                 | Norman Littlewood |
| 1964  | Whitby                                 | Michael Haygarth                                 | Owen Hindle Bernard Cafferty Norman Littlewood Harry Golombek                                                                    |
| 1965  | Hastings                               | Peter Lee                                        | Jonathan Penrose Norman Littlewood                                                                                               |
| 1966  | Sunderland                             | Jonathan Penrose                                 | Norman Littlewood Peter Clarke                                                                                                   |
| 1967  | Oxford                                 | Jonathan Penrose                                 | William Hartston |
| 1968  | Bristol                                | Jonathan Penrose                                 | Raymond Keene William Hartson |
| 1969  | Rhyl                                   | Jonathan Penrose                                 | Robert Wade |
| 1970  | Coventry                               | Robert Wade                                      | William Hartston Richard Eales George Botterill Maxwell Fuller Jonathan Penrose Raymond Keene Zahiruddin Farooqi                 |
| 1971  | Blackpool                              | Raymond Keene                                    | Andrew Whiteley |
| 1972  | Brighton                               | Brian Eley                                       | Raymond Keene Jonathan Penrose                                                                                                   |
| 1973  | Eastbourne                             | William Hartston                                 | Michael Basman (ex æquo) |
| 1974  | Clacton-on-Sea et Llanelli (départage) | George Botterill (après un tournoi de départage) | William Hartston (2e) Jonathan Mestel (3e-4e) Michael Stean (3e-4e) Michael Haygarth (5e) Arthur Williams (6e Robert Beilin (7e) |
| 1975  | Morecambe                              | William Hartston                                 | Maxwell Fuller Anthony Miles Louis De Veauce Simon Webb                                                                          |
| 1976  | Portsmouth                             | Jonathan Mestel                                  | Andrew Whiteley |
| 1977  | Brighton                               | George Botterill                                 | Shaun Talbut |
| 1978  | Ayr                                    | Jonathan Speelman                                | James Plaskett Jonathan Mestel                                                                                                   |
| 1979  | Chester                                | Robert Bellin                                    | John Nunn Nigel Short |
| 1980  | Brighton                               | John Nunn                                        | William Hartston |

### 1981 à 2003
| Année | Ville       | Champion(s)                        | Deuxième(s)                                      |
| ----- | ----------- | ---------------------------------- | ------------------------------------------------ |
| 1981  | Morecambe   | Paul Littlewood                    | Jonathan Speelman                                |
| 1982  | Torquay     | Tony Miles                         | Jonathan Speelman                                |
| 1983  | Southport   | Jonathan Mestel                    | Murray Chandler                                  |
| 1984  | Brighton    | Nigel Short                        | Murray Chandler Jonathan Speelman James Plaskett |
| 1985  | Édimbourg   | Jonathan Speelman                  | Anthony Miles                                    |
| 1986  | Southampton | Jonathan Speelman                  | . Murray Chandler Jonathan Mestel                |
| 1987  | Swansea     | Nigel Short                        | Stuart Conquest                                  |
| 1988  | Blackpool   | Jonathan Mestel                    | Murray Chandler Niaz Murshed Glenn Flear         |
| 1989  | Plymouth    | Michael Adams                      | Jonathan Mestel Daniel King David Norwood        |
| 1990  | Eastbourne  | James Plaskett                     | Julian Hodgson                                   |
| 1991  | Eastbourne  | Julian Hodgson                     | Peter Wells                                      |
| 1992  | Plymouth    | Julian Hodgson                     | Jonathan Mestel Andrew Martin                    |
| 1993  | Dundee      | Michael Hennigan (après départage) | Dharshan Kumaran (ex æquo)                       |
| 1994  | Norwich     | William Watson                     | James Howell                                     |
| 1995  | Swansea     | Matthew Sadler                     | Aaron Summerscale                                |
| 1996  | Nottingham  | Chris Ward                         | Jonathan Parker                                  |
| 1997  | Hove        | Michael Adams Matthew Sadler       |                                                  |
| 1998  | Torquay     | Nigel Short                        | Matthew Sadler                                   |
| 1999  | Scarborough | Julian Hodgson                     | Peter Wells                                      |
| 2000  | Street      | Julian Hodgson                     | Christopher Ward Jonathan Speelman               |
| 2001  | Scarborough | Joseph Gallagher                   | Julian Hodgson                                   |
| 2002  | Torquay     | Ramachandran Ramesh                | Joseph Gallagher                                 |
| 2003  | Edimbourg   | Abhijit Kunte                      | Pentala Harikrishna                              |

### Depuis 2004: championnat de Grande-Bretagne
Depuis 2004, le championnat est réservé aux habitants de Grande-Bretagne.
| Année | Ville              | Champion(s)                       | Deuxième(s)                                |
| ----- | ------------------ | --------------------------------- | ------------------------------------------ |
| 2004  | Scarborough        | Jonathan Rowson                   | Peter Wells                                |
| 2005  | Île de Man         | Jonathan Rowson                   | Stuart Conquest                            |
| 2006  | Swansea            | Jonathan Rowson                   | Ketevan Arakhamia-Grant                    |
| 2007  | Great Yarmouth     | Jacob Aagaard                     | Stephen J. Gordon                          |
| 2008  | Liverpool          | Stuart Conquest (après départage) | Keith Arkell (ex æquo)                     |
| 2009  | Torquay            | David Howell                      | Mark Hebden                                |
| 2010  | Canterbury         | Michael Adams                     | Nicholas Pert                              |
| 2011  | Sheffield          | Michael Adams                     | Nigel Short                                |
| 2012  | North Shields      | Gawain Jones                      | Stephen Gordon                             |
| 2013  | Torquay            | David Howell                      | Gawain Jones                               |
| 2014  | Aberystwyth        | Jonathan HawkinsDavid Howell      |                                            |
| 2015  | Coventry           | Jonathan Hawkins                  | David Howell Nicholas Pert Daniel Gormally |
| 2016  | Bournemouth        | Michael Adams                     | David Howell                               |
| 2017  | Llandudno          | Gawain Jones (après départage)    | Luke McShane David Howell Craig Hanley     |
| 2018  | Hull               | Michael Adams (après départage)   | Luke McShane                               |
| 2019  | Torquay            | Michael Adams                     | David Howell                               |
| 2021  | Hull               | Nicholas Pert                     | Daniel Gormally                            |
| 2022  | Torquay            | Harry Greeve                      | Nicholas Pert                              |
| 2023  | Leicester          | Michael Adams                     | Steven A. Jones                            |
| 2024  | Kingston upon Hull | Gawain Jones                      | David Howell                               |
| 2025  | Liverpool          | Michael Adams                     | Stuart Conquest                            |

En 2020, un championnat sur Internet est joué, remporté par Michael Adams en catégorie mixte. Ce championnat ne compte pas au palmarès du championnat d'échecs de Grande-Bretagne,.

## Palmarès du championnat britannique féminin
- 1904 et 1905 :  Kate Belinda Finn
- 1906 et 1907 : Frances Dunn Herring (née Gwilliam)
- 1908 : Grace Curling (née Ellis)
- 1909 : Gertrude Alison Anderson
- 1910 : Mary Mills Houlding
- 1911 : Mary Mills Houlding
- 1912 : Gertrude Alison Anderson
- 1913 : Amabel Nevill Moseley (née Jeffreys)
- 1914 : Mary Mills Houlding
- 1915 à 1918 : non disputé
- 1919 : Edith Holloway
- 1920 : Agnes Stevenson (née Lawson)
- 1921 : Gertrude Alison Anderson
- 1922 : Edith Charlotte Price
- 1922 : Edith Charlotte Price
- 1924 : Edith Charlotte Price
- 1925 : Agnes Stevenson (née Lawson)
- 1926 : Agnes Stevenson (née Lawson)
- 1927 : non disputé
- 1928 : Edith Charlotte Price
- 1929 : Mary Dinorah Gilchrist
- 1930 : Agnes Stevenson (née Lawson)
- 1931 : Edith Michell (née Tapsell) et Amy Eleanor Wheelwright
- 1932 : Edith Michell (née Tapsell)
- 1933 : Miss Fatima
- 1934 : Mary Dinorah Gilchrist
- 1935 : Edith Michell (née Tapsell)
- 1936 : Edith Holloway
- 1937 : Rowena Mary Dew
- 1938 : Minnie Musgrave
- 1939 : Elaine Saunders
- 1940 à 1945 : non disputé
- 1946 : Elaine Saunders
- 1948 : Edith Charlotte Price
- 1947 : Eileen Betsy Tranmer
- 1949 : Eileen Betsy Tranmer
- 1950 : Rowena Mary Bruce (née Dew)
- 1951 : Rowena Mary Bruce (née Dew)
- 1952 : non disputé
- 1953 : Eileen Betsy Tranmer
- 1954 : Rowena Mary Bruce (née Dew)
- 1955 : Rowena Mary Bruce (née Dew) et Joan Doulton
- 1956 : Elaine Pritchard (née Saunders)
- 1957 : Anne Sunnucks
- 1958 : Anne Sunnucks
- 1959 : Rowena Mary Bruce (née Dew)
- 1960 : Rowena Mary Bruce (née Dew)
- 1961 : Eileen Betsy Tranmer
- 1962 : Rowena Mary Bruce (née Dew)
- 1963 : Rowena Mary Bruce (née Dew)
- 1964 : Anne Sunnucks
- 1965 : Elaine Pritchard (née Saunders)
- 1966 : Margaret Eileen Clarke et Gillian Moore
- 1967 : Rowena Mary Bruce (née Dew) et Dinah Margaret Dobson
- 1968 : Dinah Margaret Dobson
- 1969 : Rowena Mary Bruce (née Dew) et Dinah Margaret Dobson
- 1970 à 1974 : Jana Hartston (née Malypetrova)
- 1975 : Sheila Jackson
- 1976 et 1977 : Jana Hartston (née Malypetrova)
- 1978 : Sheila Jackson
- 1979 : Jana Miles (née Malypetrova)
- 1980 : Sheila Jackson
- 1981 : Sheila Jackson
- 1982 : Jane Garwell
- 1983 : Rani Hamid et Helen Milligan (née Scott)
- 1984 : Bhagyashree Sathe et Vasanti Unni (née Khadilkar)
- 1985 : Rani Hamid
- 1986 : Susan Arkell (née Walker)
- 1987 : Cathy Forbes
- 1988 : Cathy Forbes
- 1989 : Rani Hamid
- 1990 : Susan Arkell (née Walker)
- 1991 : Susan Arkell (née Walker)
- 1992 : Susan Arkell (née Walker)
- 1993 : Saheli Dhar
- 1994 : Cathy Forbes
- 1995 : Harriet Hunt
- 1996 : Harriet Hunt
- 1997 : Harriet Hunt
- 1998 : Susan Lalic (née Walker)
- 1999 : Harriet Hunt
- 2000 : Humpy Koneru
- 2001 : Melanie Buckley
- 2002 : Humpy Koneru
- 2003 : Ketevan Arakhamia-Grant
- 2004 : Ketevan Arakhamia-Grant
- 2005 : non disputé
- 2006 : Ketevan Arakhamia-Grant
- 2007 : Ketevan Arakhamia-Grant
- 2008 à 2012 : Jovanka Houska
- 2013 : Sarah Hegarty et Akshaya Kalaiyalahan
- 2014 : Amy Hoare
- 2015 : Akshaya Kalaiyalahan
- 2016 à 2019 : Jovanka Houska
- 2021 : Harriet Hunt
- 2022 : Lan Yao[15]
- 2023 : Lan Yao[16]
- 2024 : Lan Yao et Trisha Kanyamarala[21]
- 2025 : Lan Yao et Elmira Mirzoïeva[22]

En 2020, un championnat sur Internet est joué, remporté par Ketevan Arakhamia-Grant chez les femmes. Ce championnat ne compte pas au palmarès du championnat d'échecs de Grande-Bretagne,.